# Marianna, Pennsylvania
Marianna är en ort i Washington County i delstaten Pennsylvania. Vid 2010 års folkräkning hade Marianna 494 invånare.